# Parvoz Bobojon Ghafurov
Maillots
Le Futbolny Klub Parvoz Bobojon Ghafurov (en tadjik : футболии Клуби Парвоз Бободжон Гафуров), plus couramment abrégé en Parvoz Bobojon Ghafurov, est un club tadjik de football fondé en 2001 et basé dans la ville de Ghafurov, dans le nord du pays.

## Histoire
Fondé à Chkalosk en 2003 sous le nom d'Aviator Chkalovsk, le club prend part au championnat national la même année. L'année suivante, il déménage de Chkalovsk à Ghafurov et devient l'Aviator Bobojon Ghafurov avant de prendre son nom actuel en 2005.
Le premier titre national du club est une victoire en Coupe du Tadjikistan, remportée face au FK Uroteppa en 2004. Il remporte une seconde Coupe trois ans plus tard.
Le Parvoz Bobojon Ghafurov n'a jamais remporté le titre de champion, malgré deux places de dauphin, obtenues en 2007 et 2008. Parmi les joueurs notables ayant porté les couleurs du club, on peut citer les internationaux tadjiks Yusuf Rabiev et Numonjon Hakimov (qui est resté au club entre 2005 et 2008) ainsi que l'ancien sélectionneur Sharif Nazarov, qui s'est installé sur le banc de l'Aviator lors de la saison 2004.

## Palmarès
| Compétitions nationales                                                                                                 |
| --- |
| - Championnat du Tadjikistan : - Vice-champion : 2007 et 2008. - Coupe du Tadjikistan (2) : - Vainqueur : 2004 et 2007. |

## Personnalités du club

### Présidents du club
- M. Mahmoudov
- Rustam Marofiev

### Entraîneurs du club
- Muhammad Djouraïev